# Segunda Conferencia de la Alianza Internacional por el Sufragio Femenino
La Segunda Conferencia de la Alianza Internacional por el Sufragio Femenino se celebró en Berlín, Alemania, en junio de 1904. En esta segunda conferencia se creó la Alianza Internacional por el Sufragio Femenino  y se adoptó la Declaración de Principios.

## Actas
La reunión fue convocada el 3 de junio en el Hotel Prince Albert por la estadounidense Susan B. Anthony. El discurso de bienvenida estuvo a cargo de Anita Augspurg de Alemania y luego Carrie Chapman Catt recibió el mazo de manos de las delegadas de Wyoming. Se designaron a las alemanas Käthe Schirmacher como intérprete oficial y a Adelheid von Welczeck como secretaria adjunta; y a la delegada holandesa Aletta Jacobs y a la delegada inglesa Edith Palliser como miembros del comité de credenciales. Siete asociaciones nacionales de sufragio femenino estuvieron representadas en la conferencia por delegadas designadas regularmente: Dinamarca, Alemania, Gt. Gran Bretaña, Noruega, Suecia, Países Bajos y Estados Unidos. Las visitantes de Suiza, Nueva Zelanda, Austria y Hungría fueron nombradas miembros de la convención y se les permitió participar libremente en la discusión hasta que se adoptara la constitución. 
Cuando esto sucedió, Anna Howard Shaw presentó una moción para que Anthony fuera declarada el primer miembro de la nueva asociación y Lucretia Longshore Blankenburg propuso que Mary Stafford Anthony fuera el segundo miembro. Estas mociones fueron aprobadas por unanimidad y las delegadas votaron entonces que quienes habían asistido a la Primera Conferencia de la Alianza Internacional de Mujeres enWashington fueran invitados como miembros fundadores. A partir de entonces, se aceptaron nuevas asociadas honorarias, entre ellas la austriaca Friederike Mekler von Traunwies; las danesas Anna Hude, Johanne Münter y Charlotte Norrie ; la húngara Bertha Katscher; las neozelandesas Wilhelmina Sherriff Bain e Isabel Napier ; y las suizas Pauline Chaponnière-Chaix y Camille Vidart .  Se pasó lista de las naciones representadas, y las delegadas de Alemania, Gran Bretaña, Suecia, Países Bajos y Estados Unidos prometieron afiliarse a la nueva organización, ahora llamada Alianza Internacional por el Sufragio Femenino. El nombre de Australia también se añadió a la lista, ya que la Secretaria informó del deseo de las sufragistas de allí de ingresar a la nueva organización tan pronto como se formara. 
Las delegadas de Noruega explicaron que si bien no dudaban de que la asociación sufragista noruega desearía convertirse en miembro de la Alianza, no se sentían autorizadas a prometer su afiliación hasta que se pudiera celebrar una conferencia con las demás miembros de su asociación. Algunas delegadas de Dinamarca señalaron que no era apropiado unirse a la Alianza, ya que la Sociedad Danesa por el Sufragio Femenino sólo había trabajado en materia de sufragio municipal. En la elección de autoridades que tuvo lugar a continuación participaron sólo delegadas de cinco países. Cuatro de ellas estuvieron representadas en la junta oficial. El hecho de que Suecia no estuviera tan representada debió deberse a que sus delegadas no propusieron ninguna candidata. 
Se eligieron los miembros del comité ejecutivo, entre ellos Susan B. Anthony, presidenta honoraria; Carrie Chapment Catt, presidenta; Anita Augspurg, primera vicepresidenta; Millicent Fawcett, segunda vicepresidenta; Rachel Foster Avery, secretaria; Käthe Schirmacher y Johanna Naber como secretarias adjuntas; y Sophia Rodger-Cunliffe, tesorera. Naber dimitió posteriormente y fue sustituida por Martina Kramers . 
Poco después de la clausura de la Alianza, llegaron algunas delegadas de Noruega que habían llegado tarde y tuvo lugar la esperada conferencia. Inmediatamente se informó a las funcionarias de la Alianza que la Asociación Noruega por el Sufragio deseaba convertirse en miembro. La mayoría de las delegadas de Dinamarca, tras reunirse, expresaron también su deseo de entrar en la Alianza y se comprometieron a que su asociación se declararía a favor del sufragio pleno. Estas dos solicitudes fueron presentadas a las oficiales que aún permanecían en Berlín y, habiéndose aprobado la mayoría, estas dos asociaciones se convirtieron en miembros. Así, antes de salir de Berlín, todas las asociaciones sufragistas del mundo que en algún sentido pudieran llamarse nacionales, excepto quizás la de Canadá, habían entrado en la Alianza, y el número de países representados era ocho. 

## Personas notables
- Lucrecia Longshore Blankenburg [6]
- Emy Gordon